# Векторное расслоение
Векторным расслоением называется определённая геометрическая конструкция, соответствующая семейству векторных пространств, параметризованных другим пространством {\displaystyle X} (например, {\displaystyle X} может быть топологическим пространством, многообразием или алгебраической структурой):
каждой точке {\displaystyle x} пространства {\displaystyle X} сопоставляется векторное пространство {\displaystyle V_{x}} так, что их объединение образует пространство такого же типа, как и {\displaystyle X} (топологическое пространство, многообразие или алгебраическую структуру и т. п.), называемое пространством векторного расслоения над {\displaystyle X}. Само пространство {\displaystyle X} называется базой расслоения.
Векторное расслоение является особым типом локально тривиальных расслоений, которые в свою очередь являются особым типом расслоений.
Обычно рассматривают векторные пространства над вещественными или комплексными числами.
В таком случае векторные расслоения называются соответственно вещественными или комплексными.
Комплексные векторные расслоения можно рассматривать как вещественные с дополнительно введённой структурой.

## Примеры
- Простейший пример — тривиальное расслоение, которое имеет вид прямого произведения {\displaystyle X\times V}, где {\displaystyle X} — топологическое пространство (база расслоения), а {\displaystyle V} — векторное пространство.
- Более сложный пример — это касательное расслоение гладкого многообразия: каждой точке на многообразии сопоставляется касательное пространство к многообразию в этой точке. Касательное расслоение в общем случае может быть нетривиальным.
- Ещё один пример нетривиального расслоения — лента Мёбиуса. Начинаем с тривиального расслоения размерности 1 над отрезком {\displaystyle [0,1]} и склеим прямые на его концах по правилу {\displaystyle [0,t]\sim [1,-t]}. Это пример векторного расслоения, на котором нельзя задать ориентацию.

## Определения
Векторное расслоение — это локально тривиальное расслоение, у которого слой {\displaystyle V} является векторным пространством, со структурной группой обратимых линейных преобразований {\displaystyle V}.

## Связанные определения
- Подрасслоением U векторного расслоения V на топологическом пространстве X называется такая совокупность линейных подпространств {\displaystyle U_{x}\subset V_{x}}, {\displaystyle x\in X}, которая сама имеет структуру векторного расслоения.
- Линейным расслоением называется векторное расслоение ранга 1.

## Морфизмы
Морфизм из векторного расслоения {\displaystyle \pi _{1}\colon E_{1}\to X_{1}} в векторное расслоение {\displaystyle \pi _{2}\colon E_{2}\to X_{2}} задается парой непрерывных отображений {\displaystyle f\colon E_{1}\to E_{2}} и {\displaystyle g\colon X_{1}\to X_{2}} таких, что
- {\displaystyle g\circ \pi _{1}=\pi _{2}\circ f}
- для любого {\displaystyle x\in X_{1}}, отображение {\displaystyle \pi _{1}^{-1}(\{x\})\to \pi _{2}^{-1}(\{g(x)\}),} индуцированное {\displaystyle f,} — линейное отображение векторных пространств.

Заметим, что {\displaystyle g} определяется {\displaystyle f} (так как {\displaystyle \pi _{1}} — сюръекция); в таком случае говорят, что {\displaystyle f} покрывает {\displaystyle g}.
Класс всех векторных расслоений вместе с морфизмами расслоений образует категорию. Ограничиваясь векторными расслоениями, являющимися гладкими многообразиями, и гладкими морфизмами расслоений, мы получим категорию гладких векторных расслоений. Морфизмы векторных расслоений — частный случай отображения расслоений между локально тривиальными расслоениями, их часто называют гомоморфизмом (векторных) расслоений.
Гомоморфизм расслоений из {\displaystyle E_{1}} в {\displaystyle E_{2}} вместе с обратным гомоморфизмом называется изоморфизмом (векторных) расслоений. В таком случае расслоения {\displaystyle E_{1}} и {\displaystyle E_{2}} называют изоморфными. Изоморфизм векторного расслоения (ранга {\displaystyle k}) {\displaystyle E} над {\displaystyle X} на тривиальное расслоение (ранга {\displaystyle k} над {\displaystyle X}) называется тривиализацией {\displaystyle E}, при этом {\displaystyle E} называют тривиальным (или тривиализуемым). Из определения векторного расслоения видно, что любое векторное расслоение локально тривиально.

## Операции над расслоениями
Большинство операций над векторными пространствами могут быть продолжены на векторные расслоения, выполняясь поточечно.
Например, если {\displaystyle E} — векторное расслоение на {\displaystyle X}, то существует расслоение {\displaystyle E^{*}} на {\displaystyle X}, называемое сопряжённым расслоением, слой которого в точке {\displaystyle x\in X} — это сопряженное векторное пространство {\displaystyle (E_{x})^{*}}. Формально {\displaystyle E^{*}} можно определить как множество пар {\displaystyle (x,\varphi )}, где {\displaystyle x\in X} и {\displaystyle \varphi \in E_{x}^{*}}. Сопряженное расслоение локально тривиально.
Существует много функториальных операций, выполняемых над парами векторных пространств (над одним полем). Они напрямую продолжаются на пары векторных расслоений {\displaystyle E,F} на {\displaystyle X} (над заданным полем). Вот несколько примеров.
- Сумма Уитни, или расслоение прямой суммы {\displaystyle E} и {\displaystyle F}, — это векторное расслоение {\displaystyle E\oplus F} на {\displaystyle X}, слой которого в точке {\displaystyle x} является прямой суммой {\displaystyle E_{x}\oplus F_{x}} векторных пространств {\displaystyle E_{x}} и {\displaystyle F_{x}}.

- Расслоение тензорного произведения {\displaystyle E\otimes F} определяется аналогично, используя поточечные тензорные произведения векторных пространств.

- Расслоение гомоморфизмов (hom-bundle) {\displaystyle \operatorname {Hom} \,(E,F)} — это векторное расслоение, слой которого в точке {\displaystyle x} — пространство линейных отображений из {\displaystyle E_{x}} в {\displaystyle F_{x}} (часто обозначаемое {\displaystyle \operatorname {Hom} \,(E_{x},F_{x})} или {\displaystyle L(E_{x},F_{x})}). Это расслоение полезно, потому что существует биекция между гомоморфизмами векторных расслоений из {\displaystyle E} в {\displaystyle F} на {\displaystyle X} и частями {\displaystyle \operatorname {Hom} \,(E,F)} на {\displaystyle X}.